# Garra aethiopica
Garra aethiopica is een straalvinnige vissensoort uit de familie van de eigenlijke karpers (Cyprinidae). De wetenschappelijke naam van de soort is voor het eerst geldig gepubliceerd in 1927 door Pellegrin als Discognathus aethiopicus.